# Ben Browder
Ben Browder (Memphis, 11 de dezembro de 1962) é um ator, escritor e cineasta norte-americano de cinema e televisão. 
Trabalhou em vários papéis secundários em longa-metragens antes de atuar como protagonista nas telesséries de ficção científica Farscape e Stargate SG-1. Em Farscape, Browder atuou como o astronauta John Crichton. Browder juntou-se à produção de Stargate SG-1 na sua nona temporada, em 2005, interpretando o papel do Tenente-Coronel Cameron Mitchell.

## Biografia
Browder nasceu em Memphis, no Tennessee, mas cresceu em Charlotte. Seus pais eram donos e pilotos de carros de corrida. Estudou na Furman University onde se graduou em psicologia. Foi um grande jogador do time de futebol americano da faculdade. Em seguuida, decidido a seguri a carreira de ator, ele partiu para Londres, onde estudou na Royal Central School of Speech and Drama e onde conheceu sua esposa, a atriz Francesca Buller.

## Carreira
Browder começou a carreira na televisão interpretando um papel recorrente na terceira temporada da série Party of Five, em 1997. Durante a produção de Farscape (1999–2003), Browder e a esposa se mudaram para a Austrália com os dois filhos. Browder interpretava o astronauta norte-americano John Crichton, enquanto Francesca teve vários papéis ao longo da série. Com o cancelamento da série, em 2003, o casal se mudou novamente para os Estados Unidos. Por seu papel em Farscape, Browder ganhou o Prêmio Saturno de Melhor Ator em uma série de televisão.
Browder retornou à ficção científica em 2005 para interpretar o tenente-coronel Cameron Mitchell em Stargate SG-1. Sua colega da série Farscape, Claudia Black, também se juntou à série no começo da nona temporada, tornando-se uma personagem recorrente na décima temporada, em 2006. Por seu papel de coronel Mitchell, Browder foi novamente indicado ao Prêmio Saturno de Melhor Ator em uma série de televisão.
Em 2012, Browder foi escalado para um episódio de Doctor Who, chamado "A Town Called Mercy", filmado na Espanha, em março de 2012.